# Theerathon Bunmathan
Theerathon Bunmathan, né le 6 février 1990, est un footballeur thaïlandais.

## Biographie
Bunmathan commence sa carrière professionnelle en 2009 avec le club du Buriram United (PEA FC). Avec ce club, il est sacré champion de Thaïlande en 2011, 2013, 2014 et 2015. En 2016, il est transféré au Muangthong United. En 2018, il est transféré au Vissel Kobe. En 2019, il est transféré au Yokohama F. Marinos. Avec ce club, il est sacré champion du Japon en 2019.
Il participe à la Coupe d'Asie des nations 2019. Il compte 68 sélections et 7 buts en équipe nationale de Thaïlande.

## Palmarès

### Distinctions personnelles
- Meilleur joueur du Championnat de Thaïlande en 2013, 2021-2022